# عاصفة السيتوكين
عاصفة السيتوكين (بالإنجليزية: Cytokine storm)‏، هي رد فعل فسيولوجي لدى البشر والحيوانات الأخرى حيث يتسبّب الجهاز المناعي الفطري في إفراز مفرط وغير متحكم فيه لتأشير الخلية المُحرّضة على الالتهابات، والتي تُسمّى السيتوكينات. عادةً ما تكون السيتوكينات جزءًا من استجابة الجسم المناعية للعدوى، لكن إفرازها المفاجئ بكميات كبيرة يمكن أن يتسبب في متلازمة الاختلال العضوي المتعدد ثم الوفاة. يمكن أن تحدث عواصف السيتوكين بسبب عدد من المسببات المعدية وغير المعدية، وخاصة التهابات الجهاز التنفسي الفيروسية مثل إنفلونزا H1N1، وإنفلونزا H5N1، وسارس كوف 1، و سارس كوف 2 (مُسبّب كوفيد 19). تشمل العوامل المسببة الأخرى فيروس إبشتاين-بار، والفيروس المضخم للخلايا ، والمكورات العقدية من المجموعة أ، والحالات غير المعدية مثل داء الطعم حيال الثوي. يمكن للفيروسات أن تغزو الخلايا الظهارية للرئة والخلايا الغبارية لإنتاج حمض نووي فيروسي، والذي يحفز الخلايا المصابة على إفراز السيتوكينات والكيموكينات، وتنشيط الخلايا الغبارية، والخلايا التغصنية، وغيرها.
متلازمة عاصفة السيتوكين هي مجموعة متنوعة من الحالات التي يمكن أن تؤدي إلى عاصفة السيتوكين. وتشمل أعراض العاصفة داء البلعمة، وفيروس إبشتاين-بار المرتبط بكثرة الكريات اللمفاوية الدموية، ومتلازمة تنشيط البلاعم مجهول السبب المرتبطة بالتهاب المفاصل، ومتلازمة تنشيط البلاعم، ومتلازمة إفراز السيتوكين، وتعفن الدم.

## عواصف السيتوكين مقابل متلازمة إفراز السيتوكين
غالبًا ما يستخدم مصطلح «عاصفة السيتوكين» بشكل فضفاض بالتبادل مع متلازمة إفراز السيتوكين (CRS)، ولكنه أكثر دقة متلازمة قابلة للتفاضل والتي قد تمثل نوبة شديدة من متلازمة إفراز السيتوكين أو أحد مكونات كيان مرض آخر، مثل متلازمة تنشيط البلاعم. عندما تحدث نتيجة للعلاج، قد تتأخر أعراض متلازمة إفراز السيتوكين حتى أيام أو أسابيع بعد العلاج.

## البحث
نيكوتيناميد (شكل من أشكال فيتامين ب3) هو مثبط قوي للسيتوكينات المنشطة للالتهابات.
يُقلّل المغنيسيوم من إنتاج السيتوكين الالتهابي عن طريق تعديل جهاز المناعة.

## التاريخ
يبدو أن أول إشارة لمصطلح عاصفة السيتوكين في الأدبيات الطبية المنشورة ظهرت مع جيمس فيرارا (James Ferrara) في عام 1993 أثناء مناقشة داء الطعم حيال الثوي؛ حالة كان فيها دور إفراز السيتوكين المفرط والمستديم ذاتيًا قيد المناقشة بالفعل لسنوات عديدة. ظهر المصطلح بعد ذلك في مناقشة التهاب البنكرياس في عام 2002، وفي عام 2003 تم استخدامه لأول مرة في إشارة إلى رد فعل على العدوى.
يُعتقد أن عواصف السيتوكينات كانت مسؤولة عن العدد غير المتناسب من وفيات الشباب البالغين الأصحاء خلال وباء إنفلونزا عام 1918، الذي قتل ما يقدر بنحو 50 مليون شخص في جميع أنحاء العالم. أشارت نتائج الأبحاث الأولية من تايوان أيضًا إلى أن هذا هو السبب المحتمل للعديد من الوفيات أثناء وباء السارس في عام 2003. عادة ما تشمل الوفيات البشرية الناجمة عن إنفلونزا الطيور H5N1 عواصف سيتوكينية أيضًا. لوحظت عاصفة السيتوكين أيضًا في المتلازمة الرئوية لفيروس هانتا.
في عام 2006، أسفرت دراسة أجريت في مستشفى نورثويك بارك في إنجلترا عن إصابة جميع المتطوعين الستة الذين تناولوا عقار ثيراليزوماب (theralizumab) بأمراض خطيرة، مع فشل أعضاء متعددة، وحمى شديدة، مع وجود والتهابات جهازية. زعمت شركة (Parexel) التي تجري تجارب لشركات الأدوية أن ثيراليزوماب يمكن أن يسبب عاصفة السيتوكين، وهو ردّ الفعل الخطير الذي مر به الرجال.

### العلاقة بـكوفيد 19
خلال وباء كوفيد 19، أرجع بعض الأطباء العديد من الوفيات إلى عواصف السيتوكينات. يمكن أن تتسبب عاصفة السيتوكين في ظهور أعراض شديدة لمتلازمة الضائقة التنفسية الحادة، والتي لها معدل وفيات مرتفع لدى مرضى كوفيد 19. يُنشط سارس كوف 2 الجهاز المناعي مما يؤدي إلى إفراز عدد كبير من السيتوكينات، بما في ذلك (IL-6)، والتي يمكن أن تزيد من نفاذية الأوعية الدموية وتسبب هجرة السوائل وخلايا الدم إلى الحويصلات الهوائية مما يؤدي إلى أعراض مترتبة على ذلك مثل ضيق التنفس وتوقف التنفس. تم ربط معدل الوفيات المرتفع بآثار تفاقم متلازمة الضائقة التنفسية الحادة وتلف الأنسجة الذي يمكن أن يؤدي إلى فشل الأعضاء أو الوفاة.
ثبت أن متلازمة الضائقة التنفسية الحادة هي سبب الوفيات في 70% من وفيات كوفيد 19. أظهر تحليل مستوى بلازما السيتوكين أنه في حالات عدوى سارس كوف 2 الشديدة، تكون مستويات العديد من الإنترلوكينات والسيتوكينات مرتفعة للغاية، مما يشير إلى وجود عاصفة سيتوكين. بالإضافة إلى ذلك، أظهر تشريح الجثة للمرضى المصابين بـكوفيد 19 تراكمًا كبيرًا للخلايا الالتهابية في أنسجة الرئة بما في ذلك الخلايا الغبارية وخلايا تي المساعدة.
يُعدُّ التعرف المبكر على عاصفة السيتوكينات في مرضى كوفيد 19 أمرًا بالغ الأهمية لضمان أفضل نتيجة للتعافي، مما يسمح بالعلاج بمجموعة متنوعة من العوامل البيولوجية التي تستهدف السيتوكينات لتقليل مستوياتها. نظرًا لزيادة مستويات السيتوكينات والأنترفيرون في المرضى الذين يعانون من كوفيد 19 الحاد، فقد تم التحقيق من كلاهما كأهداف محتملة لعلاج سارس كوف 2. وجدت دراسة على الحيوانات أن الفئران التي تنتج استجابة مبكرة قوية للإنترفيرون ضد سارس كوف 2 كان من المرجح أن تعيش، ولكن في حالات أخرى تطور المرض إلى نظام مناعي مفرط النشاط. يُعزى معدل الوفيات المرتفع لـكوفيد 19 لدى السكان الأكبر سنًا إلى تأثير العمر على استجابات الإنترفيرون.
ثبت أن الاستخدام قصير المدى للديكساميثازون، وهو كورتيكوستيرويد اصطناعي، يُقلّل من شدة الالتهاب وتلف الرئة الناجم عن عاصفة السيتوكين عن طريق تثبيط عاصفة السيتوكين الشديدة أو المرحلة الالتهابية الشديدة في مرضى كوفيد 19.
تستمر التجارب السريرية في تحديد أسباب عواصف السيتوكين في حالات كوفيد 19. أحد هذه الأسباب هو الاستجابة المتأخرة للأنترفيرون من النوع الأول التي تؤدي إلى تراكم الخلايا الوحيدة المسببة للأمراض. ويرتبط ارتفاع تفيرس الدم أيضًا باستجابة إنترفيرون من النوع الأول المتفاقم والتشخيص السيء. يُعدُّ مرض السكري وارتفاع ضغط الدم وأمراض القلب والأوعية الدموية من عوامل الخطر لعواصف السيتوكين في مرضى كوفيد 19.